# Dani Alves
Daniel Alves da Silva, mer känd som Dani Alves, född 6 maj 1983 i Juazeiro, Bahia, är en brasiliansk fotbollsspelare (högerback) som spelade senast för UNAM i Liga MX. Han representerar även det brasilianska landslaget sedan 2006. Dani Alves var tidigare den spelare som vunnit flest titlar i fotbollshistorien, men har blivit övertagen av Lionel Messi.

## Klubbkarriär
Dani Alves började sin professionella karriär i det brasilianska fotbollslaget Esporte Clube Bahia. Här spelade han dock bara en säsong innan han lånades ut till spanska förstadivisionsklubben Sevilla. 
Dani Alves genombrott kom i U20-VM 2003, när Brasilien vann cupen och Alves utsågs till tredje bästa spelaren i turneringen. Efter dessa uppvisningar gjordes kontraktet med Sevilla permanent. 
År 2006 tecknade Alves ett nytt kontrakt med Sevilla, som band honom till klubben fram till år 2012. 
1 juli 2008 blev det officiellt att Alves skulle flytta till FC Barcelona för en övergångssumma på 29 miljoner euro (vilket kan stiga till 35 miljoner euro beroende på spelarens prestationer under kommande säsonger). Alves kontrakt med den katalanska storklubben sträcker sig över fyra säsonger, och inkluderar en utköpsklausul på 90 miljoner euro.
Inför säsongen 2013/14 bytte Dani Alves tröjnummer från nummer 2 till nummer 22 för att hedra Éric Abidal efter att denna lämnat Barcelona.
Inför säsongen 2015/16 bytte Dani Alves tröjnummer från nummer 22 till nummer 6 för att hedra Xavier Hernández efter att denna legend lämnat Barcelona.
Den 27 juni 2016 bekräftade Juventus att de värvat Dani Alves på fri transfer med en kontraktslängd på två år. Detta efter att hans kontrakt med Barcelona upphört att gälla.
Den 12 november 2021 återvände Alves på fri transfer till FC Barcelona, där han skrev på ett kontrakt till sommaren 2022.
Den 23 juli 2022 värvades Dani Alves på en fri transfer av UNAM, där han skrev på ett ettårskontrakt.

## Landslagskarriär
Dani Alves gjorde sin debut med Brasilien den 10 oktober 2006, då han kom in som avbytare i en vänskapsmatch mot Ecuador. Tre dagar senare blev han uttagen att spela i en annan vänskapsmatch, denna gång mot den kuwaitiska fotbollsklubben Al-Kuwait.
I november 2022 blev Dani Alves uttagen i Brasiliens trupp till VM 2022.

## Dom
Den 22 februari 2024 dömdes Dani Alves till fyra och ett halvt års fängelse för våldtäkt.

## Meriter

### Bahia[12]
- Campeonato Baiano: 2001[13]
- Copa do Nordeste: 2001,[13] 2002[13]

### Sevilla FC
- Uefacupen: 2005/2006, 2006/2007
- Spanska cupen: 2006/2007
- Spanska supercupen: 2006/2007
- Uefa Super Cup: 2006

### FC Barcelona
- La Liga: 2008/2009, 2009/2010, 2010/2011, 2012/2013, 2014/2015, 2015/2016
- Uefa Champions League: 2008/2009, 2010/2011, 2014/2015
- Spanska cupen: 2008/2009, 2011/2012, 2014/2015, 2015/2016
- Spanska supercupen: 2009, 2010, 2011, 2013
- Uefa Super Cup: 2009, 2011, 2015
- VM för klubblag: 2009, 2011, 2015
- Copa Catalunya: 2012/13,[14] 2013/14[14]
- Supercopa de Catalunya: 2014/15[14]

### Juventus FC
- Coppa Italia: 2016/2017
- Serie A: 2016/17

### Paris Saint-Germain
- Ligue 1: 2017/2018, 2018/2019
- Coupe de France: 2017/2018
- Coupe de la Ligue: 2017/2018
- Trophée des Champions: 2017, 2018

### São Paulo
- Campeonato Paulista: 2021

### Brasilien
- FIFA Confederations Cup: 2009, 2013
- Copa America: 2007, 2019

### Brasiliens OS-lag
- Olympiska spelen: 2020[15]

### Brasilien U20
- U20-VM: 2003[15]

### Individuellt
- FIFA FIFPro World11: 2009, 2011, 2012, 2013, 2015, 2016, 2017, 2018[16][17][18][19][20][21][22][23]
- Bästa spelare i UEFA-cupen 2005/06
- Årets försvarare i La Liga 2008/09
- La Liga Team of the Season: 2014/15[24]
- Serie A Team of the Year: 2016/17[25]
- UNFP Ligue 1 Team of the Year: 2017/18[26]
- Bästa spelare i Copa América 2019[27]